# ぽぽるちゃ
ぽぽるちゃは日本のイラストレーター。
テーブルトークRPGやライトノベル、カードゲームなどのイラストを中心に活躍する。ふんわりと優しいタッチが特徴。TRPGリプレイでは自らプレイヤーを行ったこともある。

## 作品リスト

### アルシャードガイアRPG
ルールブック類
- 井上純弌、菊池たけし/F.E.A.R.『アルシャードガイアRPG』 （担当：サンプルキャラクターイラスト、NPCイラスト、風景カット、表紙など）

※サプリメントについては記事「アルシャード」を参照
リプレイ
※いずれもエンターブレイン・ファミ通文庫刊
- 矢野俊策/F.E.A.R.『明日へのプロファイル』
- 菊池たけし/F.E.A.R.『神薙ぐ御剣』
- 稲葉義明/F.E.A.R.『神の贈り物』
- 矢野俊策/F.E.A.R.『未来へのコンタクト』
- 藤井忍/F.E.A.R.『君といるセカイ』
- 田中天/F.E.A.R.『襲来! コスモマケドニア!!』（「アルシャードクロスオーバーリプレイ」と銘打たれているが、ルールは『アルシャードガイア』に準拠）

### その他TRPG関連
- 井上純弌/F.E.A.R.『アルシャード』『アルシャードff』 （担当：サンプルキャラクターイラスト、NPCイラスト、風景カット、表紙など）

その他
- 菊池たけし/FEAR『セブン＝フォートレス』シリーズ （担当：サンプルキャラクターイラスト、表紙など）
- 菊池たけし/FEAR『ナイトウィザード』（担当：NPCイラスト、魔王デザイン）

#### その他リプレイ挿絵
- 菊池たけし/F.E.A.R.『フォーラの森砦』 （エンターブレイン・ファミ通文庫）
- 矢野俊策・稲葉義明/F.E.A.R.『消え去りし楽園―ダブルクロス・リプレイ・ヴァリアント』 (富士見書房・富士見ドラゴンブック）

#### リプレイキャラクター
- セブン＝フォートレスリプレイ　フォーラの森砦 （ティエル・グリューナ）

### 小説挿絵
- 市川丈夫『ダーク・フロンティア・ブルース』 (富士見書房・富士見ファンタジア文庫)
- あかつきゆきや『クリスタル・コミュニケーション〜あなたの神様はいますか』 (メディアワークス・電撃文庫)
- 葛西伸哉『パメラパムラの不思議な一座』 （エンターブレイン・ファミ通文庫）
- 小林めぐみ『星屑エンプレス』 (富士見書房・富士見ミステリー文庫)
- 三浦良『MA棋してる!』(富士見書房・富士見ファンタジア文庫)
- 藤咲あゆな『ラブφサミット』(エンターブレイン・ビーズログ文庫)
- 飯山満 『動機演出家 雪織廿楽のヒトゴロスイッチ』(エンターブレイン・ブックウォーカー・KCG文庫)
- 結都せと『ミコシバさん 柴犬のお嫁さん、はじめます。』(KADOKAWA・ビーズログ文庫アリス）
- さき『お飾り聖女は前線で戦いたい（KADOKAWA・角川ビーンズ文庫）
- 遊森謡子『精霊王をレモンペッパーでとりこにしています 美味しい香りの異世界レシピ』（Jパブリッシング・フェアリーキス ピュア）
- 夏目みや『没落寸前ですので、婚約者を振り切ろうと思います』（Jパブリッシング・フェアリーキス ピュア）
- 奏舞音『公爵令嬢ティアレシアの復讐』（KADOKAWA・ビーズログ文庫）
- 紺野『噂によるとどうやら彼はクズらしい。』（一迅社・アイリスNEO）
- 丹羽夏子『男装の女騎士は職務を全うしたい! 俺様王子とおてんば令嬢の訳アリ婚（Jパブリッシング・フェアリーキス ピュア）
- くすだま琴 『警備嬢は、異世界でスローライフを希望です 〜第二の人生はまったりポーション作り始めます!〜』(KADOKAWA・カドカワBOOKS)
- 風見くのえ 『悲恋に憧れる悪役令嬢は、婚約破棄を待っている』（Jパブリッシング・フェアリーキス ピュア）
- 狭山ひびき 『絶滅危惧種 花嫁 虐げられた姫ですが王子様の呪いを解いて幸せになります』（KADOKAWA・角川ビーンズ文庫）
- 凪『転生したらラスボス系悪女だった!』（一迅社・アイリスNEO）

本文のみ
- 佐々木禎子・原作:『千銃士』（マーベラス）『千銃士 Re:verse turn』（KADOKAWA）

表紙のみ
- 坂野真夢『王太子様は、王宮薬師を独占中～この溺愛、媚薬のせいではありません!～』（スターツ出版・ベリーズ文庫ラブファンタジー）
- 花音莉亜『エリート外科医と過保護な蜜月ライフ』（スターツ出版・ベリーズ文庫）
- 真彩-mahya-『恋華宮廷記〜堅物皇子は幼妻を寵愛する〜（スターツ出版・ベリーズ文庫ラブファンタジー）
- 真彩-mahya-『独占欲高めな社長に捕獲されました』（スターツ出版・ベリーズ文庫）

### カードゲーム

#### トレーディングカードゲーム
- モンスターコレクション  (富士見書房)
- マグナスペクトラ  (富士見書房)
- バトルスピリッツ  (バンダイ)

#### オンラインカードゲーム
- アルテイル  (デックスエンタテインメント)
- キングオブワンズ  (デックスエンタテインメント)